# 齊夫鎮區 (伊利諾伊州韋恩縣)
齊夫鎮區（英語：Zif Township）是位於美國伊利諾伊州韋恩縣的一個行政鎮區。

## 地方資料
根據2010年美國人口普查的數據，齊夫鎮區的面積為45.20平方千米，當中陸地面積為45.20平方千米，而水域面積為0.00平方千米。當地共有人口98人，而人口密度為每平方千米2.17人。